# Bahnstrecke Essex Junction–Rouses Point
| Streckenlänge: | 75,5 km              |                                                 |                                                 |
| Spurweite: | 1435 mm (Normalspur) |                                                 |                                                 |
| |                      |                                                 |                                                 |
| \| \| \| von Windsor \| \| \| \| \| nach Burlington \| \| \| \| 0,0 \| Essex Junction VT (Keilbahnhof) \| Essex Junction VT (Keilbahnhof) \| \| \| \| Strecke Burlington–Cambridge Jct. \| \| \| \| \| Verbindung von Burlington \| \| \| \| \| Anschluss Drury Brick & Tile Co. \| \| \| \| ? \| Essex Junction-Burlington VT (Amtrak-Halt) \| Essex Junction-Burlington VT (Amtrak-Halt) \| \| \| \| Anschluss Shelburne Limestone Co. \| \| \| \| 4,8 \| Colchester VT \| Colchester VT \| \| \| 17,5 \| Milton VT \| Milton VT \| \| \| \| Lamoille River \| \| \| \| 22,7 \| Georgia VT \| Georgia VT \| \| \| \| Interstate 89 \| \| \| \| 29,9 \| Oakland VT \| Oakland VT \| \| \| \| St. Albans VT South Yard (Güterbf.) \| \| \| \| \| Verbindung zur Straßenbahn \| \| \| \| \| Straßenbahn St. Albans \| \| \| \| 38,3 \| St. Albans VT (Amtrak-Halt) \| St. Albans VT (Amtrak-Halt) \| \| \| \| nach Richford \| \| \| \| \| St. Albans VT Italy Yard (Güterbf.) \| \| \| \| \| Anschluss Steinbruch \| \| \| \| 48,3 \| Fonda Junction VT (früher Swanton Junction) \| Fonda Junction VT (früher Swanton Junction) \| \| \| \| nach Iberville \| \| \| \| \| Strecke Lunenburg–Maquam \| \| \| \| \| Verbindung von Lunenburg \| \| \| \| 52,9 \| Swanton VT \| Swanton VT \| \| \| \| Lake Champlain (Campbell Bay) \| \| \| \| 62,3 \| Lakewood VT \| Lakewood VT \| \| \| \| Lake Champlain (Drehbrücke) \| \| \| \| \| nach Ottawa \| \| \| \| 63,6 \| East Alburgh VT (ehem. Keilbahnhof) \| East Alburgh VT (ehem. Keilbahnhof) \| \| \| \| Verbindung von Ottawa \| \| \| \| 69,4 \| Alburgh VT (ehem. Keilbahnhof) \| Alburgh VT (ehem. Keilbahnhof) \| \| \| \| Strecke Burlington–Rouses Point \| \| \| \| \| \| \| \| \| \| Strecke Maquam–Ogdensburg \| \| \| \| \| von Burlington (Beginn Gleisverschlingung) \| \| \| \| \| Lake Champlain (Vermont/New York) \| \| \| \| \| Verbindung zur Strecke St.-Lambert–Rouses Point \| \| \| \| \| Verbindung zur Strecke Maquam–Ogdensburg \| \| \| \| 75,5 \| Rouses Point NY \| Rouses Point NY \| \| \| \| von St.-Lambert \| \| \| \| \| nach Troy \| \| |                      |                                                 |                                                 |
| Strecke |                      | von Windsor                                     | von Windsor                                     |
| Abzweig geradeaus und nach links |                      | nach Burlington                                 | nach Burlington                                 |
| ehemaliger Bahnhof | 0,0                  | Essex Junction VT (Keilbahnhof)                 | Essex Junction VT (Keilbahnhof)                 |
| Kreuzung (Querstrecke außer Betrieb) |                      | Strecke Burlington–Cambridge Jct.               | Strecke Burlington–Cambridge Jct.               |
| Abzweig geradeaus und von links |                      | Verbindung von Burlington                       | Verbindung von Burlington                       |
| Abzweig geradeaus und ehemals von rechts |                      | Anschluss Drury Brick & Tile Co.                | Anschluss Drury Brick & Tile Co.                |
| Haltepunkt / Haltestelle | ?                    | Essex Junction-Burlington VT (Amtrak-Halt)      | Essex Junction-Burlington VT (Amtrak-Halt)      |
| Abzweig geradeaus und nach links |                      | Anschluss Shelburne Limestone Co.               | Anschluss Shelburne Limestone Co.               |
| ehemaliger Bahnhof | 4,8                  | Colchester VT                                   | Colchester VT                                   |
| Dienststation / Betriebs- oder Güterbahnhof | 17,5                 | Milton VT                                       | Milton VT                                       |
| Brücke über Wasserlauf |                      | Lamoille River                                  | Lamoille River                                  |
| ehemaliger Haltepunkt / Haltestelle | 22,7                 | Georgia VT                                      | Georgia VT                                      |
| Strecke mit Straßenbrücke |                      | Interstate 89                                   | Interstate 89                                   |
| ehemaliger Haltepunkt / Haltestelle | 29,9                 | Oakland VT                                      | Oakland VT                                      |
| Dienststation / Betriebs- oder Güterbahnhof |                      | St. Albans VT South Yard (Güterbf.)             | St. Albans VT South Yard (Güterbf.)             |
| Abzweig geradeaus und ehemals nach links |                      | Verbindung zur Straßenbahn                      | Verbindung zur Straßenbahn                      |
| Kreuzung (Querstrecke außer Betrieb) |                      | Straßenbahn St. Albans                          | Straßenbahn St. Albans                          |
| Bahnhof | 38,3                 | St. Albans VT (Amtrak-Halt)                     | St. Albans VT (Amtrak-Halt)                     |
| Abzweig geradeaus, ehemals nach rechts und von rechts |                      | nach Richford                                   | nach Richford                                   |
| Dienststation / Betriebs- oder Güterbahnhof |                      | St. Albans VT Italy Yard (Güterbf.)             | St. Albans VT Italy Yard (Güterbf.)             |
| Abzweig geradeaus und ehemals von rechts |                      | Anschluss Steinbruch                            | Anschluss Steinbruch                            |
| ehemaliger Bahnhof | 48,3                 | Fonda Junction VT (früher Swanton Junction)     | Fonda Junction VT (früher Swanton Junction)     |
| Abzweig geradeaus und nach rechts |                      | nach Iberville                                  | nach Iberville                                  |
| Kreuzung (Querstrecke außer Betrieb) |                      | Strecke Lunenburg–Maquam                        | Strecke Lunenburg–Maquam                        |
| Abzweig geradeaus und ehemals von rechts |                      | Verbindung von Lunenburg                        | Verbindung von Lunenburg                        |
| Dienststation / Betriebs- oder Güterbahnhof | 52,9                 | Swanton VT                                      | Swanton VT                                      |
| Brücke über Wasserlauf |                      | Lake Champlain (Campbell Bay)                   | Lake Champlain (Campbell Bay)                   |
| ehemaliger Haltepunkt / Haltestelle | 62,3                 | Lakewood VT                                     | Lakewood VT                                     |
| Brücke über Wasserlauf |                      | Lake Champlain (Drehbrücke)                     | Lake Champlain (Drehbrücke)                     |
| Abzweig ehemals geradeaus und nach rechts |                      | nach Ottawa                                     | nach Ottawa                                     |
| Bahnhof (Strecke außer Betrieb) | 63,6                 | East Alburgh VT (ehem. Keilbahnhof)             | East Alburgh VT (ehem. Keilbahnhof)             |
| Abzweig geradeaus und von rechts (Strecke außer Betrieb) |                      | Verbindung von Ottawa                           | Verbindung von Ottawa                           |
| Bahnhof (Strecke außer Betrieb) | 69,4                 | Alburgh VT (ehem. Keilbahnhof)                  | Alburgh VT (ehem. Keilbahnhof)                  |
| Kreuzung (Strecken außer Betrieb) |                      | Strecke Burlington–Rouses Point                 | Strecke Burlington–Rouses Point                 |
| Strecke (außer Betrieb) |                      |                                                 |                                                 |
| Kreuzung (Strecken außer Betrieb) |                      | Strecke Maquam–Ogdensburg                       | Strecke Maquam–Ogdensburg                       |
| Abzweig geradeaus und von rechts (Strecke außer Betrieb) |                      | von Burlington (Beginn Gleisverschlingung)      | von Burlington (Beginn Gleisverschlingung)      |
| Grenze auf Brücke über Wasserlauf (Strecke außer Betrieb) |                      | Lake Champlain (Vermont/New York)               | Lake Champlain (Vermont/New York)               |
| Abzweig geradeaus und nach rechts (Strecke außer Betrieb) |                      | Verbindung zur Strecke St.-Lambert–Rouses Point | Verbindung zur Strecke St.-Lambert–Rouses Point |
| Abzweig geradeaus und nach rechts (Strecke außer Betrieb) |                      | Verbindung zur Strecke Maquam–Ogdensburg        | Verbindung zur Strecke Maquam–Ogdensburg        |
| Bahnhof (Strecke außer Betrieb) | 75,5                 | Rouses Point NY                                 | Rouses Point NY                                 |
| Abzweig ehemals geradeaus und von rechts |                      | von St.-Lambert                                 | von St.-Lambert                                 |
| Strecke |                      | nach Troy                                       | nach Troy                                       |

Die Bahnstrecke Essex Junction–Rouses Point ist eine Eisenbahnstrecke in Vermont und New York (Vereinigte Staaten). Sie ist 75,5 Kilometer lang und verbindet unter anderem die Städte Essex Junction, St. Albans, Swanton, Alburgh und Rouses Point. Der Abschnitt von East Alburgh bis Rouses Point ist stillgelegt. Der übrige Streckenteil gehört der New England Central Railroad und wird von dieser im Güterverkehr bedient. Die Amtrak benutzt den Abschnitt von Essex Junction bis St. Albans für ihren Expresszug Vermonter, der einmal täglich verkehrt.

## Geschichte

### Vorgeschichte
Mitte der 1840er Jahre planten Unternehmer, den Staat Vermont mit Eisenbahnen zu erschließen. Eine Nord-Süd-Strecke sollte entlang des Connecticut River nach Kanada führen, und zwei Querstrecken sollten Burlington am Lake Champlain im Nordwesten des Bundesstaats mit dieser Nord-Süd-Strecke verbinden, nämlich eine über Rutland und die andere über Montpelier. Die Strecke über Rutland sollte von der Rutland and Burlington Railroad, die über Montpelier von der Vermont Central Railroad gebaut und betrieben werden. Bereits am 31. Oktober 1845, bevor die Bauarbeiten für das Streckennetz begonnen hatten, wurde daneben durch den Bankier John Smith aus St. Albans die Vermont and Canada Railroad gegründet, die die beiden nach Burlington führenden Strecken mit Montréal verbinden sollte.

### Bau und Eröffnung
Die Bauarbeiten begannen 1847 und am 24. August 1849 pachtete die Vermont Central die Bahngesellschaft, da sie beabsichtigte, ihre Konkurrentin, die Rutland&Burlington, auszubooten und die Strecke allein zu benutzen. Die Strecke sollte der Konzession nach in Burlington anschließen, die Vermont Central änderte jedoch den Plan und schloss die neue Bahn in Essex Junction an ihre Hauptstrecke an, wo die Rutland&Burlington nicht entlangführte. Sie erlaubte der Rutland&Burlington die Mitbenutzung nicht und legte die Züge so, dass ein Umsteigen aus Richtung Burlington mit erheblichen Wartezeiten verbunden war. Am 18. Oktober 1850 ging der erste Streckenabschnitt bis St. Albans in Betrieb. Die Strecke wurde am 10. Januar 1851 bis Alburgh verlängert. Da die geplante Brücke über den Lake Champlain bei Rouses Point noch nicht gebaut war, wurde hier zunächst behelfsmäßig eine Pontonbrücke errichtet, die am 17. September 1851 in Betrieb ging. Erst 1868 konnte die feste Brücke eröffnet werden. In Rouses Point schloss sich die Bahnstrecke Saint-Lambert–Rouses Point an, über die Montréal erreicht werden konnte.

### Weitere Entwicklung
Mit Eröffnung der Strecke Swanton Junction–Iberville ging ab 1864 der Verkehr nach Rouses Point merklich zurück. Expresszüge nach Montréal nutzten nun die kürzere Verbindung, lediglich Personenzüge, die in Rouses Point endeten, fuhren nun noch über den westlichen Teil der Strecke. Eine weitere Verbindung nach Kanada entstand 1897 durch die Canada Atlantic Railway von East Alburgh aus, die weiteren Durchgangsverkehr von der Strecke nach Rouses Point nahm. Da die mittlerweile aus der Vermont Central hervorgegangene Central Vermont Railway (CV) ebenso wie auch die Canada Atlantic in Besitz der Grand Trunk Railway war, wurde jedoch ein gegenseitiges Mitbenutzungsrecht eingeräumt, sodass die Züge der Canada Atlantic bis Swanton fahren konnten und die CV-Züge über die neue Strecke.
1901 hatte die aus der Rutland&Burlington hervorgegangene Rutland Railroad eine eigene Strecke nach Rouses Point gebaut. Da sie die Kosten für eine eigene Brücke über den Lake Champlain nicht tragen wollte, vereinbarte sie mit der CV die Mitbenutzung ihrer Brücke, die dies auch gestattete, da der Durchgangsverkehr von Vermont nach Kanada mittlerweile ohnehin nicht mehr über Rouses Point lief. Die Rutland baute daher eine Gleisverschlingung auf der Brücke ein, um ihre eigene Strecke darüber führen zu können.
Nachdem der Verkehr zwischen East Alburgh und Rouses Point immer schwächer wurde, stellte die CV auf diesem Abschnitt bereits 1929 den Personenverkehr ein. 1962 endete der Betrieb zwischen East Alburgh und Rouses Point und die CV legte den Abschnitt still. Die Rutland hatte bereits im Jahr zuvor den Betrieb eingestellt. Im September 1966 wurde auf der Reststrecke ebenfalls der Personenverkehr eingestellt, jedoch am 29. September 1972 durch die Amtrak wieder aufgenommen, die den Montréaler von Washington nach Montréal über die Bahnstrecke führte. Dieser Zug endet seit dem 2. April 1995 in St. Albans, was erneut das Ende des Personenverkehrs zwischen St. Albans und East Alburgh brachte, und wurde gleichzeitig in Vermonter umbenannt, ein Name den bereits zur Zeit der CV ein Zug auf dieser Relation trug. 
Im Januar 1995 wurde die CV von der Canadian National Railway, die die Grand Trunk und damit auch die CV übernommen hatte, an RailTex verkauft. Die CV firmiert seitdem als New England Central Railroad (NECR) und betreibt weiterhin den Güterverkehr auf der Strecke zwischen Essex Junction und East Alburgh. Der Güterwagentausch zwischen Canadian National und NECR erfolgt üblicherweise in St. Albans, wofür Canadian National Streckennutzungsrechte zwischen East Alburgh und St. Albans besitzt.

## Streckenbeschreibung

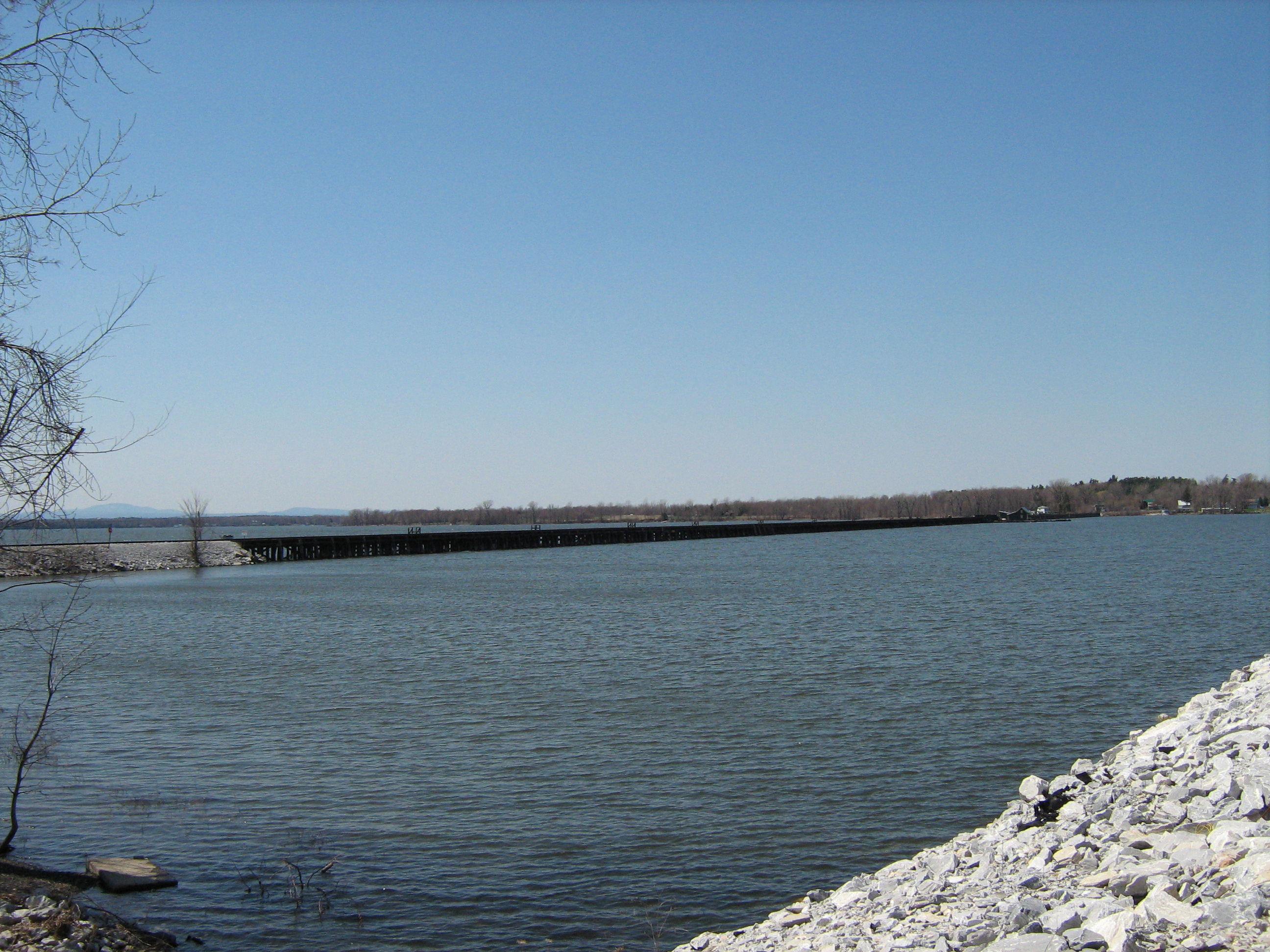
Jochbrücke über den Lake Champlain zwischen West Swanton und East Alburgh.

Die Strecke zweigt am Knotenbahnhof Essex Junction in einem Gleisdreieck aus der Bahnstrecke Windsor–Burlington ab und führt zunächst nordwärts über einen Höhenzug nach Milton. Kurz hinter Milton überquert sie den Lamoille River über eine Hochbrücke. Die Bahntrasse verläuft kurvenreich weiter nordwärts über die Hochfläche und erreicht nach einigen Kilometern St. Albans. Der 21-gleisige Güterbahnhof der Stadt befand sich ursprünglich im Süden und wurde durch die Lake Street auf einem riesigen Bahnübergang überquert. Für die Straßenbahn St. Albans, die die Lake Street entlangführte, wurde hier eine Verbindungskurve zur Eisenbahn eingebaut. Die Sicherung der Gleiskreuzung oblag dem Straßenbahnbetrieb. Heute ist hier nur noch ein kleiner Güterbahnhof südlich der Lake Street vorhanden und der Bahnübergang ist auf das Streckengleis beschränkt. Das Gelände des ehemaligen Güterbahnhofs ist überbaut. Ein kleines Stück nördlich der Lake Street befindet sich auch heute noch der Personenbahnhof der Stadt, wo seit 1995 die Amtrak-Züge enden und wo die Strecke nach Richford abzweigt. Hier befindet sich auch der Hauptsitz und das Bahnbetriebswerk der New England Central Railroad sowie ein großer Ringlokschuppen. Der neue Güterbahnhof Italy Yard wurde im Norden der Stadt gebaut.
Von St. Albans führt die Strecke weiter durch die Siedlung Fonda, wo früher die Strecke nach Iberville abzweigte. Hier biegt die Trasse nach Nordwesten ab und erreicht bei Swanton den Missisquoi River. Hier bestand eine Verbindung zur Bahnstrecke Lunenburg–Maquam, deren Züge den Bahnhof von Swanton mitbenutzten. Die Strecke führt nun einige Kilometer entlang des Missisquoi River, biegt jedoch vor dessen Mündung in den Lake Champlain nach Westen ab und überquert bei West Swanton zunächst eine schmale Bucht des Sees und dann die Engstelle des Sees, die die Missisquoibucht von der Maquambucht trennt. Hier wurde in die Jochbrücke in der Mitte eine Drehbrücke eingebaut, die den Schiffsverkehr in die Missisquoibucht weiterhin ermöglichte. Noch auf der Brücke, an deren westlichem Brückenkopf, verzweigt sich die Strecke und der Bahnhof East Alburgh beginnt. Das Streckengleis in Richtung Rouses Point ist ab hier stillgelegt, wird aber im Bahnhofsbereich noch als Abstellgleis genutzt. Hier zweigt die Strecke nach Ottawa ab, die nach wie vor befahren wird.
Die nun stillgelegte Strecke überquert in Alburgh eine Halbinsel, die von Norden her in den Lake Champlain hineinragt. Die Stadt Alburgh war einst ein bedeutender Eisenbahnknoten, da hier die Rutland-Strecke von Burlington kreuzte. Diese führte dann neben der Strecke von Essex Junction entlang und über die Gleisverschlingung nach Rouses Point. Eine andere Strecke, die Bahnstrecke Maquam–Ogdensburg, kreuzte westlich von Alburgh ebenfalls die Trasse niveaugleich, besaß jedoch eine eigene Brücke über den Lake Champlain, die ein kurzes Stück nördlich der CV-Brücke lag. Die Jochbrücke ist teilweise noch erhalten, lediglich die hier ebenfalls in der Mitte der Brücke eingebaute Drehbrücke aus Stahl ist abgebaut. Der westliche Teil der Brücke wird heute als Pier des Hafens von Rouses Point verwendet. Die Strecke endet kurz hinter der Brücke im Bahnhof Rouses Point, wo neben den drei von Vermont herführenden Strecken auch eine wichtige Nord-Süd-Verbindung entlangführt, die die Hauptlast des Verkehrs aus Richtung New York City nach Montréal trägt.